# Guemps
Guemps är en kommun i departementet Pas-de-Calais i regionen Hauts-de-France i norra Frankrike. Kommunen ligger i kantonen Audruicq som tillhör arrondissementet Saint-Omer. År 2022 hade Guemps 1 092 invånare.

## Befolkningsutveckling
Antalet invånare i kommunen Guemps
| Referens: INSEE |